# Ван Хален, Вольфганг
Вольфганг Уильям Ван Хален (англ. Wolfgang William Van Halen; 16 марта 1991, Санта-Моника, Калифорния, США) — американский музыкант, сын Эдди Ван Халена. В настоящее время он — лидер группы Mammoth WVH. Как и его отец, Вольфганг является мультиинструменталистом, в дополнение к бас-гитаре, играет на барабанах, гитаре и клавишных.

## Биография
Отец — Эдвард Ван Хален, мать — актриса Валери Бертинелли. Имя Вольфганг получил в честь Вольфганга Амадея Моцарта. Его второе имя по слухам взято из названия песни Van Halen «Big Bad Bill (is Sweet William Now)», кавер-версии джазового стандарта, спетого Дэвидом Ли Ротом о Эдди.
Инструментал «316» был посвящён Вольфгангу ко дню его рождения. Позднее его отец назвал в честь сына гитару «Peavey Wolfgang».
Вольфганг позднее начал принимать участие в деятельности группы. Впервые с группой он выступил в 2004 году в качестве гостя во время турне группы, исполняя вместе с отцом композицию «316».
Известно, что Вольфганг начал работу над новым материалом со своим отцом и дядей в конце 2006 года, но неизвестно, когда и будет ли вообще выпущен этот материал. 13 августа 2007 года было объявлено о начале нового тура. Тур начался 27 сентября 2007 года и завершился в июле 2008 года.
После завершения тура 2007/2008 Вольфганг отправился обратно в школу, которую должен окончить летом 2009 года. Затем вновь присоединится к Van Halen для возможного альбома и тура. Вольфганг выступил в качестве басиста Van Halen на альбоме Guitar Hero: Van Halen.
7 февраля 2012 был выпущен альбом A Different Kind of Truth, первый за 14 лет и первый с Вольфгангом на басу.